# Justin Malfeyt
Justin Malfeyt, né le  21 juin 1862 à Bruges et mort 26 décembre 1924 à Ixelles, est un officier belge et vice-gouverneur général du Congo belge.

## Biographie
Justin Prudent François Marie Malfeyt, né le  21 juin 1862 à Bruges, est le fils de François Malfeyt, maître de musique d'origine hollandaise, et de Marie Joséphine Vandevelde. 
En 1877, il s'engage dans l'armée belge dans le régiment du Génie. Il est promu sous-lieutenant payeur au 1er régiment des Guides en avril 1883. 
Officier dans l'armée belge, il fait quasiment toute sa carrière militaire d'abord au service de l'État indépendant du Congo puis du Congo belge. 
Le 16 mars 1891, il s'embarque pour l'État indépendant du Congo en qualité de sous-intendant. Il est désigné au départ pour commander le poste de Tshoa dans le Bas-Congo. À la suite de soucis de santé, il doit rentrer à Boma où on l'affecte à l'intendance dont il prendra même la direction intérimaire. À ce poste, il fait l'inspection des postes de la région des Cataractes. 
Il rentre en Belgique 25 juin 1894 et reprend le chemin du Congo, le 6 mars 1895, avec le grade d'intendant. Il prend cette fois commandement de la zone des Stanley Falls. À Stanleyville où il réside, Malfeyt pourvoit aux besoins des expéditions militaires anti-esclavagistes de Dahnis et d'Henry visant pacifier l'est du Congo. Il assure la logistique des troupes belges et sécurise leurs communications. 
À la fin 1897, il doit étouffer un soulèvement partiel des Arabes au cours duquel deux établissements européens sont incendiés. Il quitte le Congo en juin 1899 après avoir été nommé commissaire général.  
Promu inspecteur d'État en avril 1900, il se rembarque en mai pour le Congo et prend la succession de Dhanis à la tête de la Province orientale du Congo. Dans les vastes territoires remis à son administration, des révoltes de Batetela éclatent sporadiquement dans une zone où circulent armes et de munitions. Voulant éviter la déconvenue de Dhanis quelques années plus tôt, il prend le temps pour constituer une unité militaire instruite, disciplinée, bien encadrée, armée, équipée et ravitaillée. Déclenchée en avril 1901, son offensive, appelée campagne de l'Urua, s'empare sans opposition de Kisala le 21 juillet puis subit un échec à Malemba le 4 août face à un ennemi solidement armé. Ayant rassemblé toutes ses forces en août 1901, Malfeyt surprend un fort parti de révoltés. Après deux heures d'un combat acharné, ces derniers sont mis en déroute. Des centaines de fusils et d'importants approvisionnements en poudre et munitions sont récupérés. À l'issue de ces opérations, Malfeyt prend directement le commandement de la région du Kivu. Il y séjourne jusqu'en mai 1902 et rejoint ensuite son camp de base des Stanley Falls. Après avoir réorganisé administrativement les vastes régions qui relèvent de son commandement, il remet en mai 1903 l'administration de la Province orientale à son successeur et rentre en Europe en octobre 1903. 
En novembre 1903, le roi Léopold II, sensible aux critiques internationales sur la gestion de l'État indépendant du Congo, le nomme  haut-commissaire royal. Il est chargé de prendre connaissance des doléances des indigènes par rapport à certains abus du pouvoir colonial. En février 1904, Malfeyt retourne en tournée d'inspection au Congo et visite les districts de l'Équateur, les Bangalas, le Kasai et le Kwango. 

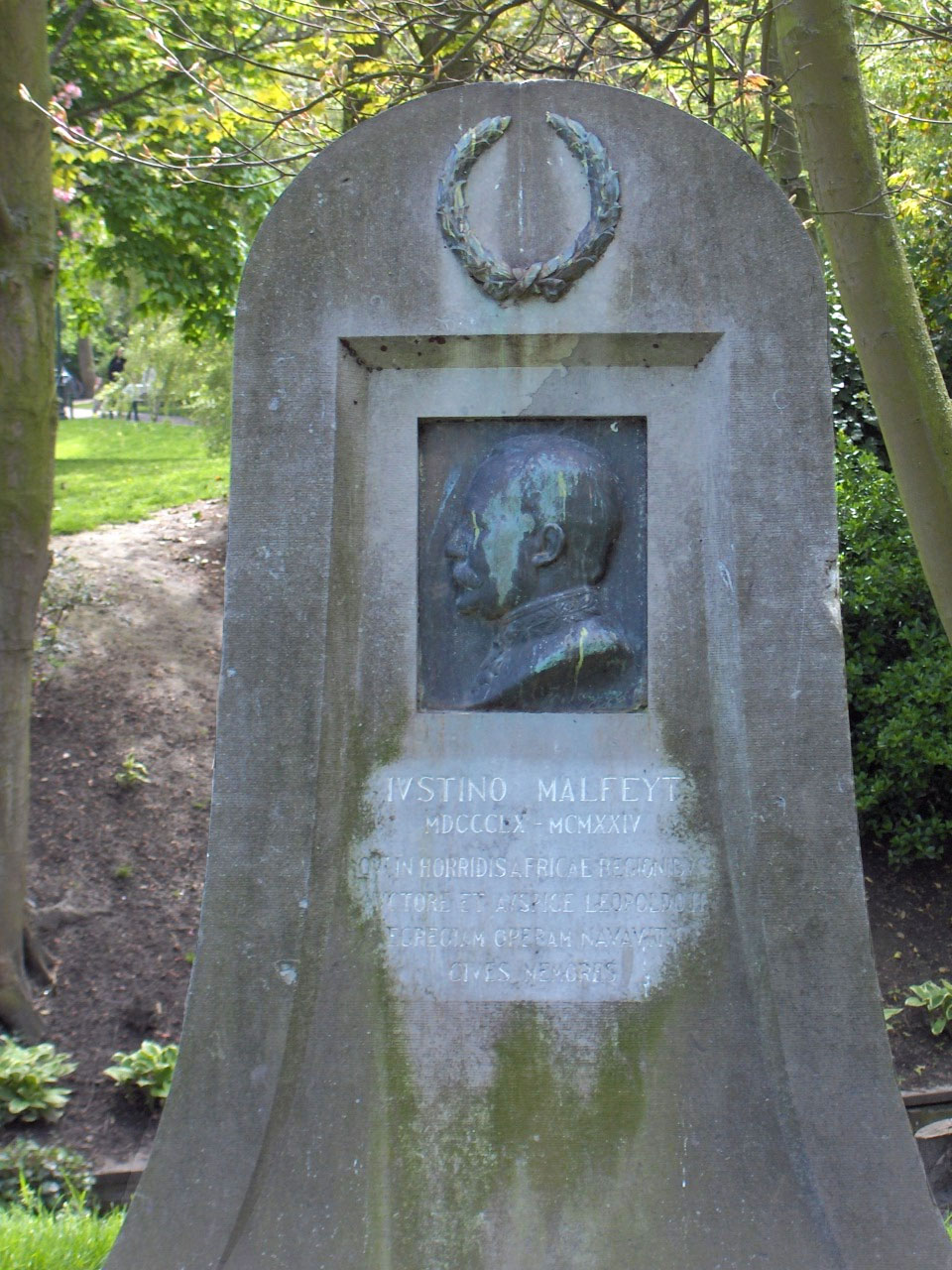
Mémorial Justin Malfeyt dans le parc Léopold, Ostende.

Par la suite, Justin Malfeyt alterne les séjours et inspections au Congo et les retours en Belgique. Lieutenant-colonel en 1909, il accompagne notamment le futur Albert Ier dans sa visite de la nouvelle colonie belge (qui a pris la succession de l'État indépendant du Congo en 1908). Le 13 mars 1909, il est nommé vice-gouverneur général du Congo belge et en octobre 1911, il est désigné comme gouverneur du Katanga. 
Lorsque la Première Guerre mondiale éclate en août 1914, il commande la Province orientale du Congo au contact de l'Afrique orientale allemande. Il rassemble des troupes et du ravitaillement qui permettront à l'automne 1916, la marche victorieuse du général Tombeur. Le 18 décembre 1916, il est nommé intendant en chef de l'armée belge. Le 22 novembre 1916, Justin Malfeyt est désigné comme le premier haut-commissaire royal des territoires nouvellement conquis en Afrique orientale allemande à savoir le Ruanda-Urundi (Rwanda et du Burundi actuels) et laisse le commandement de la Province orientale du Congo à Alexis Bertrand. À l'Armistice en novembre 1918, il est nommé général. Il conserve le commandement du Rwanda et du Burundi jusqu'en décembre 1919. De retour en Belgique, il est pensionné le 31 mars 1921. 
Il décède au cours d'une grave opération le 26 décembre 1924 à Ixelles. 

## Hommages et distinctions
Le 8 septembre 1929, est inauguré un mémorial constitué d'une stèle de l'architecte Paul Jaspar portant la plaque en bronze de Justin Malfeyt, œuvre du sculpteur anversois Frans Huygelen (1878-1940), dans le parc Léopold d'Ostende. On peut y lire en latin l'inscription « JUSTINO MALFEYT MDCCCLXII - MCMXXIV OVI IN HORRIDIS AFRICAE REGIONIBUS AUCTORE ET AUSPICE LEOPOLD II EGREGIAM OPERAM NAVAVIT CIVES MEMORE ».
Il a reçu les distinctions suivantes :
- Commandeur de l'ordre de Léopold  en 1917 (Belgique) ;
- Commandeur de l'ordre de la Couronne (Belgique) ;
- Commandeur de l'ordre royal du Lion (Congo belge) ;
- Commandeur de l'ordre de l'Étoile africaine (Congo belge) ;
- Étoile de Service en 1903 (État indépendant du Congo) ;
- Croix de guerre 1914-1918 (Belgique).